# Pisarzowice (powiat gliwicki)
Pisarzowice (niem. Schreibersort, do 1931 Pissarzowitz) – wieś sołecka w Polsce, położona w województwie śląskim, w powiecie gliwickim, w gminie Toszek.
W latach 1975–1998 wieś należała administracyjnie do województwa katowickiego.
Wierni Kościoła rzymskokatolickiego należą do parafii św. Katarzyny Aleksandryjskiej w Toszku.

## Nazwa
Według niemieckiego językoznawcy Heinricha Adamy’ego nazwa miejscowości pochodzi od polskiej nazwy na czynność – pisania. W swoim dziele o nazwach miejscowych na Śląsku wydanym w 1888 roku we Wrocławiu jako najstarszą zanotowaną nazwę miejscowości, starszą od niemieckiej wymienia Pisarzowice podając jej znaczenie "Schreiberdorf" czyli po polsku "Wieś pisarzy".
W 1931 r. nazwa została zmieniona na nową i całkowicie niemiecką Schreibersort.

## Integralne części wsi
| SIMC    | Nazwa  | Rodzaj    |
| ------- | ------ | --------- |
| 0222634 | Grabów | część wsi |

## Turystyka
Przez wieś przebiega szlak turystyczny:
- – Szlak Powstańców Śląskich
- kaplica przydrożna pod wezwaniem Matki Bożej Fatimskiej